# AAR bus+bahn
AAR bus + bahn est une entreprise de transport public de la région d'Aarau en Suisse.
Elle a été lancée en 2002 et comprend le Wynental- und Suhrentalbahn (WSB) ainsi que la compagnie de bus d'Aarau Busbetrieb Aarau (BBA). Les deux entités sont gérées conjointement.
La compagnie du bus a débuté comme une association le 1er octobre 1955 et sa gestion a été confiée à la compagnie du Wynental, avec un réseau de sept lignes d'une longueur de 16 km. L'association se transforme en 1960 et devient la société des bus argoviens SA. La mobilité croissante des besoins dans le fonctionnement de bus, a conduit à un développement rapide du réseau avec l'intégration d'ancienne lignes de bus des PTT, pour atteindre en 2004, plus de 55 km.